# لاندا قنطورس

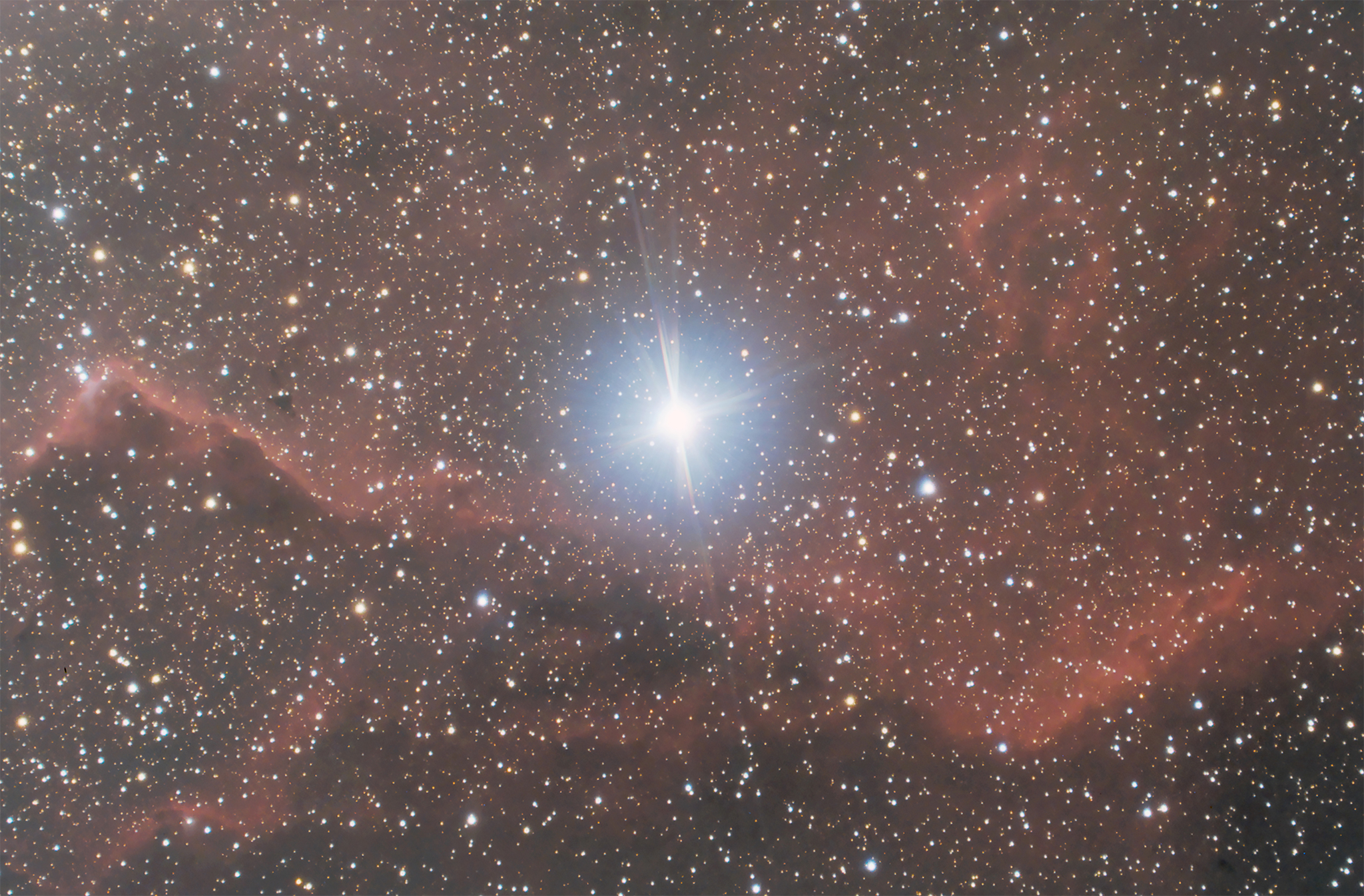
نمایی از ستارهٔ لاندا قنطورس در منظومه خورشیدی – ۲۰۲۰

لاندا قنطورس یک ستاره است که در صورت فلکی قنطورس قرار دارد.